# Lakhdaria (distrito)
Lakhdaria é um distrito localizado na província de Bouira, Argélia, e cuja capital é a cidade de mesmo nome, Lakhdaria.[carece de fontes?]